# 2-й Одесский международный кинофестиваль

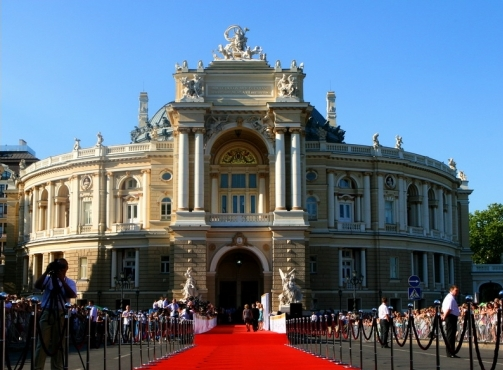
Красная дорожка Одесского кинофестиваля-2011

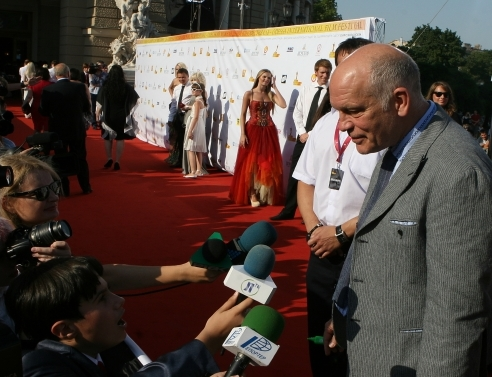
Специальный гость кинофестиваля Джон Малкович

Второй Одесский международный кинофестиваль (укр. Одеський міжнародний кінофестиваль) проходил в Одессе (Украина) с 15 по 23 июля 2011 года.
На фестивале был показан 71 фильм, а общее количество зрителей, посетивших фестивальные просмотры, составило около 70 тысяч человек. Фестивальную аккредитацию получили более 5 тысяч гостей и около 450 журналистов с Украины, из России, Германии, США, Румынии, Италии и других стран. В целом, для гостей ОМКФ было забронировано 175 номеров в пяти одесских гостиницах. Телевизионную трансляцию церемонии открытия, которую в прямом эфире показывал украинский телеканал «Интер», посмотрели около 2 млн человек. Кроме этого, около 7 тыс. человек следили за онлайн-трансляциями фестивальных событий через официальный сайт фестиваля.
В конкурсной программе были представлены 14 новых фильмов из Франции, Великобритании, Бельгии, Швеции, Германии, Гонконга, Украины, Польши, Финляндии, Италии, Болгарии, России, Израиля, Уругвая.
Международное жюри фестиваля возглавил известный польский актёр, режиссёр и ректор Краковской киноакадемии Ежи Штур, которого с Одессой связывают съёмки в фильме Юлиуша Махульского «Дежа вю» в 1988 году.
Гостями фестиваля стали голливудский актёр Джон Малкович, режиссёры Никита Михалков, Отар Иоселиани, Вадим Перельман, Сергей Соловьёв, Нана Джорджадзе, Юрий Кара, Александр Митта, Валерий Тодоровский, Фёдор Бондарчук, актёры Богдан Ступка, Мария де Медейруш, Ада Роговцева, Гоша Куценко, Дмитрий Дюжев и другие. По уже установившейся на Одесском кинофестивале традиции, церемонии открытия и закрытия с «красной дорожкой» проходили в знаменитом Одесском театре оперы и балета. Ведущими церемонии открытия и закрытия стал российский ведущий и режиссёр Александр Гордон и украинская телеведущая Маша Ефросинина. На церемонии открытия в Одесском оперном театре почётный гость фестиваля — Джон Малкович вручил со сцены приз «Хрустальный кристалл» за вклад в развитие кинематографа Одессы своему российскому коллеге Никите Михалкову, который неделей ранее вручил ему приз «За вклад в киноискусство» на Московском кинофестивале.
Фильмом открытия стала французская картина «Артист» Мишеля Хазанавичуса, обладатель Приза за лучшую мужскую роль на Каннском кинофестивале-2011, а на закрытии состоялась мировая премьера российского фильма Александра Гордона «Огни притона», съёмки которого проходили в Одессе.
Фестивальные показы проходили на трёх площадках. Фестивальным центром, как и на первом кинофестивале, стал кинотеатр «Родина», а вечерние кинопоказы также проходили ещё в двух кинотеатрах: «Синема Сити» и «U-cinema». Кинотеатр «Синема Сити» также стал местом проведения Кинорынка, который впервые проводился в рамках фестиваля. Зал «U-cinema» на Одесской киностудии снова принимал у себя «Летнюю киношколу»: серию мастер-классов, которые провели для студентов и творческой молодёжи специальные гости фестиваля: Джон Малкович, кинорежиссёры Отар Иоселиани, Валерий Тодоровский, Вадим Перельман, Александр Митта, Сергей Соловьёв, Нана Джорджадзе, актёр Ежи Штур, американский преподаватель-практик режиссуры и сценарного мастерства Марк Трэвис, актриса Мария де Медейруш и другие.
На втором кинофестивале «Летняя киношкола» была дополнена и новым направлением — «Сценарной мастерской»: ряд семинаров для ограниченного круга сценаристов, прошедших предварительный отбор в конкурсе сценариев. Также на втором Одесском кинофестивале в 2011 году впервые появились новые направления для кинопрофессионалов — Кинорынок и питчинг проектов.
Главный приз фестиваля был присуждён французскому фильму «Сорванец» сценариста и режиссёра Селин Сьяммы. Статуэтку «Золотой Дюк» на церемонии закрытия фестиваля получила французская актриса Софи Каттани, сыгравшая в фильме одну из главных ролей.
В последний день своей работы Одесский кинофестиваль получил знак отличия от авторитетного международного сообщества журналистов — Голливудской ассоциации иностранной прессы (Hollywood Foreign Press Association) HFPA, вручающей премию «Золотой Глобус». Почётный знак отличия на фестивале передал член HFPA Габриель Лерман.

## Жюри

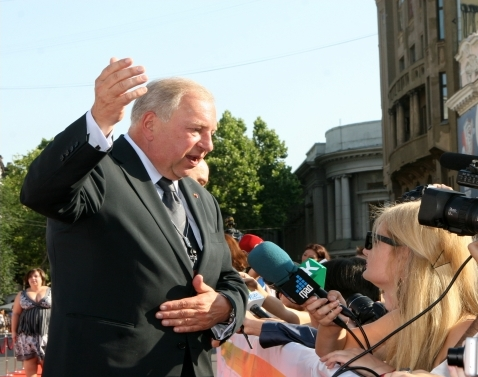
Глава жюри ОМКФ-2011 Ежи Штур

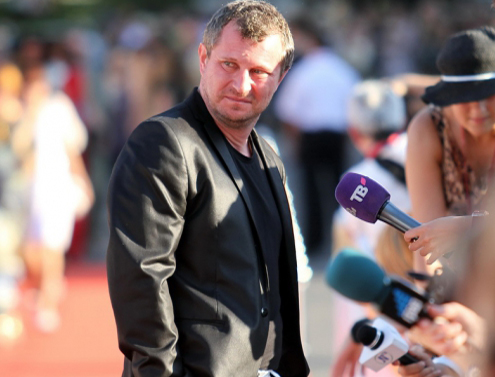
Вадим Перельман — член жюри питчинга ОМКФ-2011

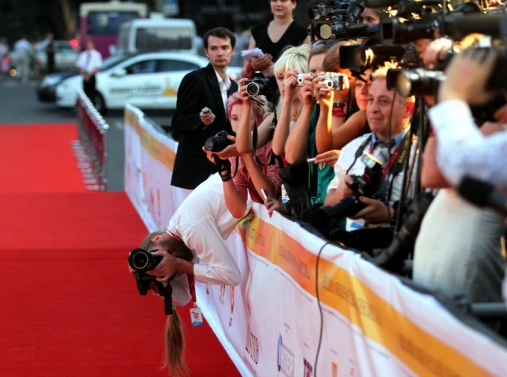
На «красной дорожке» ОМКФ-2011

Главное международное жюри Одесского кинофестиваля:
- Ежи Штур — глава жюри, актёр и режиссёр, Польша;
- Мария де Медейруш — актриса, режиссёр, певица, Португалия;
- Ада Роговцева — актриса, Украина;
- Валерий Тодоровский — режиссёр, кинопродюсер, Россия;
- Клаус Эдер — кинокритик, Германия.

Жюри международной федерации киноклубов:
- Андрей Алфёров, Украина
- Жоау Паулу Маседу, Португалия
- Райво Олмет, Эстония

Жюри программы «Украинская лаборатория»:
- Нана Джорджадзе — режиссёр, Грузия
- Вирджини Девеса — продюсер, Франция
- Сергей Члиянц — продюсер, Россия
- Дмитрий Шолудько — председатель правления Одесского коньячного завода (ТМ «Шустов»), Украина

Национальное жюри украинских кинокритиков:
- Алексей Першко — шеф-редактор кино-портала kino-teatr.ua, Украина
- Ирина Гордейчук — кинокритик и телеведущая, Украина;
- Валерий Барановский — киновед, член Одесского отделения Национального союза кинематографистов, Украина.

Жюри питчинга проектов:
- Катерина Копылова — Глава государственного агентства по вопросам кино, Украина
- Вадим Перельман — кинорежиссёр, США
- Владимир Войтенко, кинокритик и телеведущий, Украина
- Симона Бауман — эксперт кино-агентства German Films, Германия
- Влад Ряшин — продюсер, Украина
- Вальдемар Дзики — продюсер, Польша
- Валерий Кодецкий — генеральный директор компании UDP, Украина

## Конкурсная программа
В конкурсную программу 2-го Одесского кинофестиваля-2011 было отобрано 14 фильмов.
- Сорванец (англ. Tomboy) — режиссёр Селин Сьямма  Франция;
- Бес Пор No — режиссёр Александр Шапиро,  Украина;
- В космосе чувств не бывает (I rymden finns inga känslor) — режиссёр Андреас Ёманн,  Швеция;
- Упражнения в прекрасном — режиссёр Виктор Шамиров,  Россия;
- Ну да ладно (итал. Qualunquemente) — режиссёр Джулио Манфредония,  Италия;
- Герои полярного круга (Napapiirin sankarit) — режиссёр Доме Карукоски,  Финляндия,  Швеция;
- Прибежище (Podslon) — режиссёр Драгомир Шолев,  Болгария;
- Святой бизнес (пол. Świętywięty interes) — режиссёр Мацей Войтышко,  Польша;
- Убей меня, пожалуйста (англ. Kill me please) — режиссёр Олиас Барко,  Бельгия;
- Любовь в затяжке (Chi ming yu chun giu) — режиссёр Пан Хо-Чун,  Гонконг;
- Субмарина (англ. Submarine) — режиссёр Ричард Айоади,  Великобритания,  США;
- 2 Night — режиссёр Рой Вернер,  Израиль;
- Срок годности (La vida útil)— режиссёр Федерико Вейрох,  Уругвай,  Испания;
- Алмания — Добро пожаловать в Германию (нем. Almanya - Willkommen in Deutschland)— режиссёр Ясемин Самдерели,  Германия.

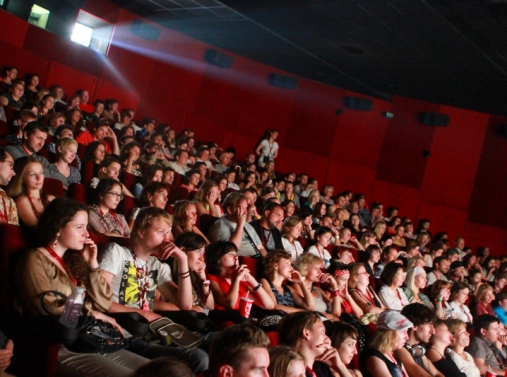
Показы в фестивальном центре

## Внеконкурсная программа
Внеконкурсную часть фестиваля составили программа последних хитов мировых кинофестивалей — «Фестиваль фестивалей», ретроспектива фильмов Монти Пайтон, ретроспективы «Сделано в Одессе» и «Украинские комедии», а также специальная французская программа «Французская панорама» и программа «Новое российское кино».
В рамках программ спецпоказов и гала-премьер на фестивале прошли первые показы в странах СНГ документального фильма Себастьяна Денхардта «Кличко», новых фильмов Ларса фон Триера «Меланхолия», Вима Вендерса «Пина» и Тома Хэнкса «Ларри Краун». В числе украинских премьер на Одесском кинофестивале состоялись первые показы фильмов «Гавр» Аки Каурисмяки, «Любовь втроём» Тома Тыквера, проекта «Жизнь за один день» Кевина МакДональда, «У нас есть Папа!» Нанни Моретти, «Далеко по соседству» Сэма Гарбарски.

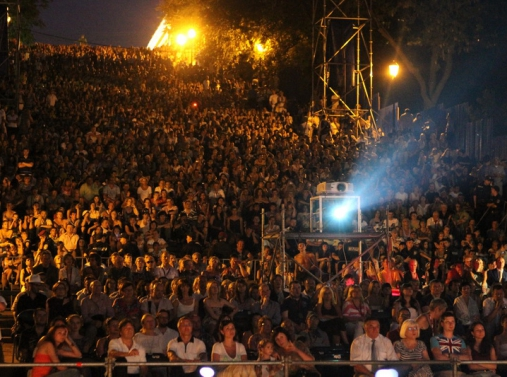
Показ фильма «Метрополис» в сопровождении симфонического оркестра на Потёмкинской лестнице

## Специальные события
Впервые фестивальная внеконкурсная программа дополнилась разделом «КИНО_LIVE» — серией киноконцертов под открытым небом. На новой фестивальной площадке — Ланжероновском спуске — в живом музыкальном сопровождении предстали шедевры немого кино: фантасмагории Жоржа Мельеса, которые зрителям представляли потомки великого кинематографиста: его правнучка Мари-Элен Лерисси и праправнук Лоранс Лерисси. Также в рамках программы «КИНО_LIVE» на Ланжероновском спуске состоялся показ авангардной аргентинской картины «Антенна» Эстебана Сапира в живом сопровождении украинской группы «Esthetic Education».
Как и на первом Одесском кинофестивале, одним из самых масштабных событий стал киноконцерт на Потёмкинской лестнице. 16 июля на ступенях знаменитой одесской лестницы, в сопровождении симфонического оркестра, была показана полная версия шедевра Фрица Ланга «Метрополис» (1927), которую собралось посмотреть более 2 тысяч зрителей.

## Победители фестиваля

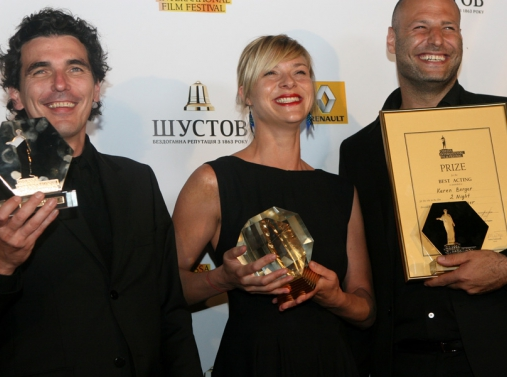
Победители Одесского кинофестиваля-2011

Церемония награждения победителей 2-го Одесского международного кинофестиваля состоялась 23 июля 2010 в Одесском театре оперы и балета.
- Главный приз фестиваля за лучший фильм — «Сорванец» (англ. Tomboy) — режиссёр Селин Сьямма,  Франция;
- Лучший режиссёр — «Убей меня, пожалуйста» (англ. Kill me please) — режиссёр Олиас Барко,  Бельгия;
- Лучшая актёрская работа — Керен Бергер, за роль в фильме «2 Night» (реж. Рой Вернер),  Израиль.
- Специальная награда жюри: «Прибежище» (Podslon) — режиссёр Драгомир Шолев,  Болгария и «Срок годности» (La vida útil)— режиссёр Федерико Вейрох,  Уругвай,  Испания;
- Приз зрительских симпатий — «Алмания — Добро пожаловать в Германию» («Almanya — Willkommen in Deutschland») — режиссёр Ясемин Самдерели,  Германия.

Результаты работы параллельных жюри фестиваля:
- Приз «Дон Кихот» Международной Федерации киноклубов — «Сорванец» (англ. Tomboy) — режиссёр Селин Сьямма,  Франция;
- Специальная награда Жюри киноклубов — «Герои полярного круга» (Napapiirin sankarit) — режиссёр Доме Карукоски,  Финляндия,  Швеция;
- Приз национального Жюри кинокритиков — спецприз за лучший фильм фестиваля от Национального Союза кинематографистов Украины — «Убей меня, пожалуйста» (англ. Kill me please) — режиссёр Олиас Барко, Бельгия;
- Приз им. Николая Шустова за лучший украинский фильм, жюри «Украинская лаборатория» — короткометражная работа «Собачий вальс»[32], — режиссёр Тарас Ткаченко (в рамках альманаха «Влюблённые в Киев»)  Украина;
- Приз Жюри питчинга и денежный приз в размере 25 000 гривен — проект «Аутсайдер», Вера Яковенко,  Украина;